# Ángeles del Infierno

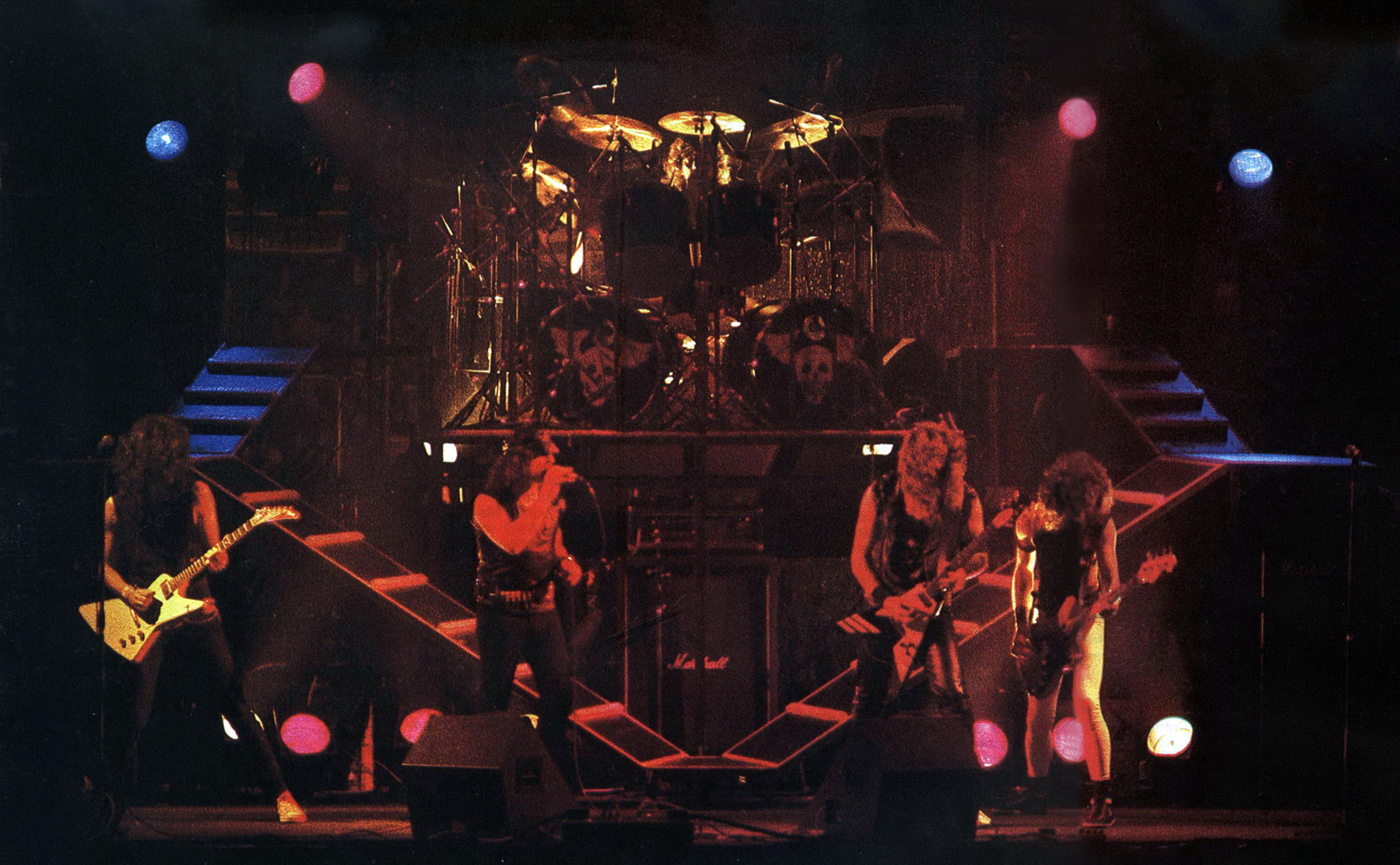
Ángeles del Infierno (1985)

Ángeles del Infierno is een Spaanse heavymetalband.

## Bezetting
- Juan Gallardo - zang
- Robert Álvarez - gitaar
- Manu García - gitaar
- Santi Rubio - bas
- Iñaki Munita - drums

## Discografie
- 1984 - Pacto con el diablo
- 1985 - Diabólica
- 1986 - Joven para morir
- 1987 - Lo mejor de Ángeles del Infierno
- 1988 - 666
- 1993 - A cara o cruz
- 1997 - Lo mejor de Ángeles del Infierno: 1984-1993
- 2001 - Éxitos diabólicos
- 2003 - Todos somos Ángeles